# فرانسيسكو دي مارتيني
فرانسيسكو دي مارتيني (بالإيطالية: Francesco de Martini) هو عسكري إيطالي، ولد في 9 أغسطس 1903 في دمشق في سوريا، وتوفي في 1980 في جروتافيراتا في إيطاليا.